# Sara Thunebro
Sara Kristina Thunebro (Strängnäs, 26 d'abril de 1979) és una antiga defensa de futbol internacional amb Suècia, amb la qual va jugar 3 Mundials, 2 Jocs Olímpics i 2 Eurocopes entre 2007 i 2015. Va guanyar 2 Lligues i 3 Copes de Suècia amb el Djurgarden i 1 Copa d'Alemanya amb el Frankfurt, i va ser subcampiona de la Lliga de Campions amb tots dos equips. Va ser nomenada millor defensa sueca al 2008 i 2009.

## Trajectòria
| Temporades    | Lliga             | Club              | P   | G  | Actualitzat |
| ------------- | ----------------- | ----------------- | --- | -- | ----------- |
| 1997 - 1998   | D1                | Gideonsberg DFF   |     |    |             |
| 1999 - 2001   | D1                | Djurgarden IF     |     |    |             |
| 2002          | D1                | Älvsjö AIK        |     |    |             |
| 2003 - 2009   | D1                | Djurgarden IF     | 230 | 19 |             |
| 09/10 - 12/13 | D1                | 1.FFC Frankfurt   | 056 | 06 |             |
| 2013          | D1                | Tyresö FF         | 021 | 0  |             |
| 2014 - 2015   | D1                | Eskilstuna United | 042 | 03 |             |
|               |                   |                   |     |    |             |
| 2004 - 2015   | Selecció absoluta | Selecció absoluta | 132 | 05 |             |

## Palmarès
- Títols
  -  2 Lligues
    - 2003 — 2004

  -  3 Copes
    - 99/00 — 2004 — 2005

  -  1 Copa
    - 10/11
- Premis individuals
  -  Millor defensa
    - 2008 — 2009